# لونکوچه
لونکوچه (به اسپانیایی: Loncoche) یک شهرستان در شیلی است که در استان کاتین واقع شده‌است. لونکوچه ۹۷۶٫۸ کیلومتر مربع مساحت و ۲۱٬۴۵۸ نفر جمعیت دارد و ۹۸ متر بالاتر از سطح دریا واقع شده‌است.